# Gadevang Kirke
Gadevang Kirke blev indviet 17. januar 1904. Kirken ligger nord for Hillerød.
Før Gadevang Kirkedistrikt blev oprettet hørte området under fem sogne: Frederiksborg Slotssogn, Tjæreby, Alsønderup, Esbønderup og Nødebo.
Kirkens orgel er bygget i 1974 af kirkens daværende organist, orgelbygger Niels Ehlert. Det er et 8 stemmers orgel med 1 manual (C-g3) og pedal (C-f1).

## Eksterne kilder og henvisninger
- Gadevang Kirke hos KortTilKirken.dk
- Gadevang Kirke hos danmarkskirker.natmus.dk (Danmarks Kirker, Nationalmuseet)